# 西安大清真寺

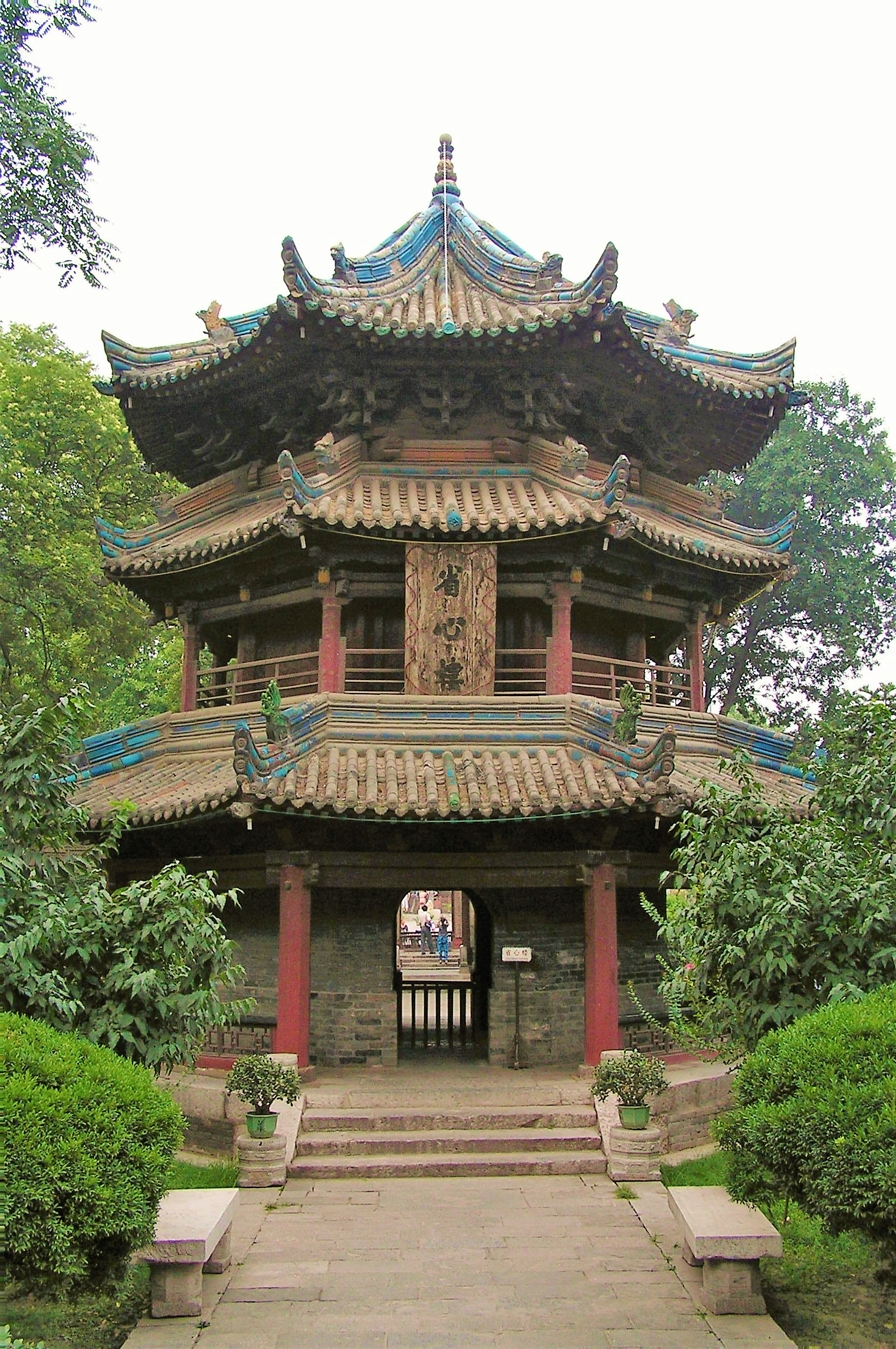
省心楼（ミナレット）

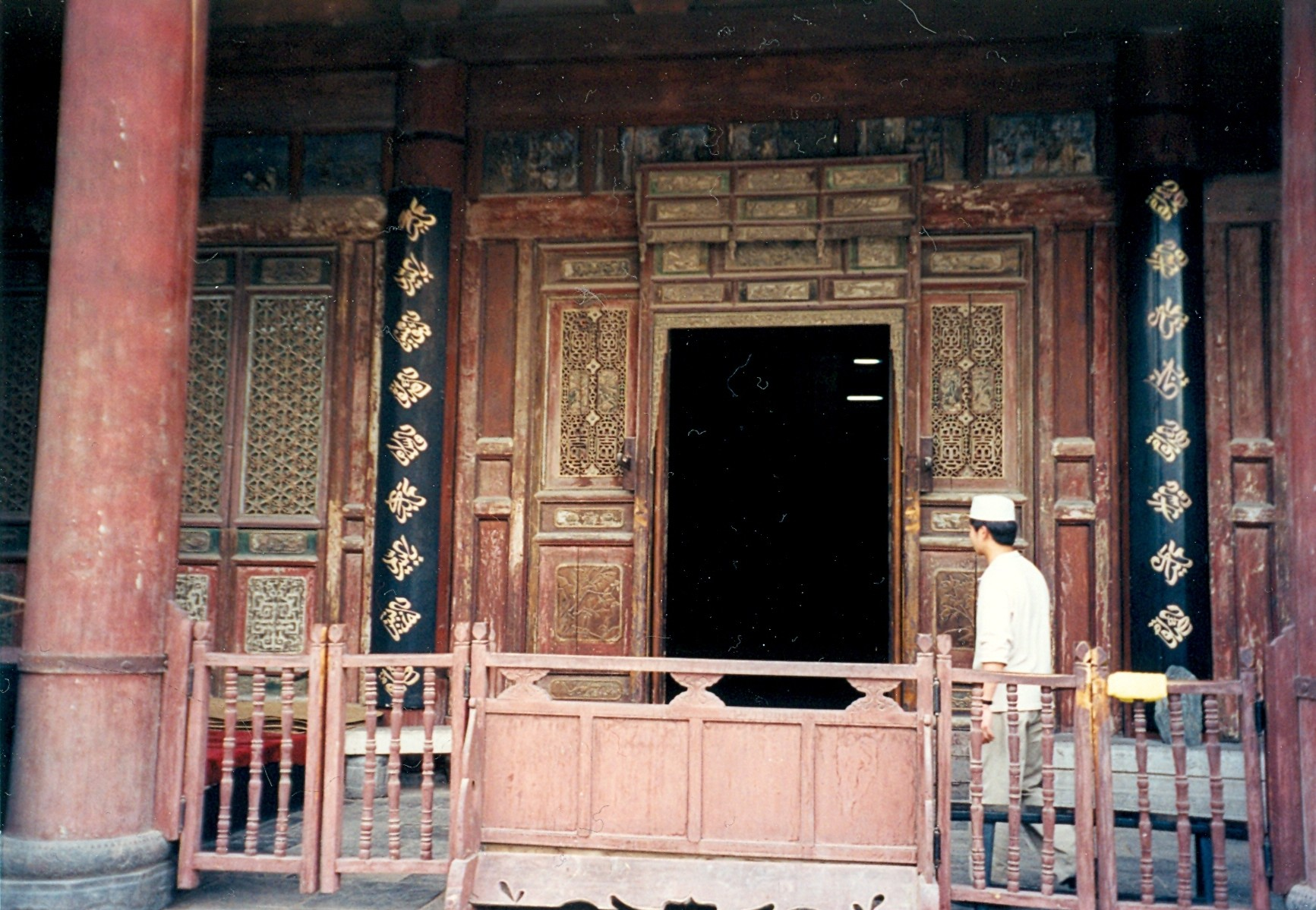
祈祷堂への入り口

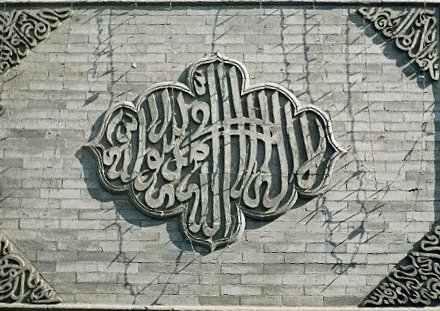
壁に彫られたカリグラフィー

西安大清真寺（せいあんだいせいしんじ、簡体字中国語: 西安大清真寺、繁体字台湾語: 西安大清真寺、拼音: Xī’ān Dà Qīngzhēnsì）は中華人民共和国陝西省西安市蓮湖区の鼓楼の西北方向に位置する化覚巷に存在する中国最古のモスクである。

## 概要
西安大清真寺は742年、唐朝の玄宗時代に当時シルクロードの東の端であった長安（今日の西安）で創建された。
今日現存している主要な建築物は、明朝の洪武帝の治世のもとで建てられた明朝建築風なもので、その後も何回か改築が行われている。
寺全体は東西に細長い形であり、メッカの方向を遙拝するために建物全体が東向きに作られている。建物群の間は4つの中庭によって仕切られており、第1と第2のブロックには大門、牌楼と、その他の付属施設がある。第3のブロックには八角平面で重屋根を持つ「省心楼」（邦克楼ともいう）と呼ばれるミナレットがあり、アホンが礼拝の呼びかけを行っている。省心楼の脇には沐浴のための浴室や応接室などの部屋がある。最奥の第4のブロックの中心に礼拝殿があり、その前面に牌坊門と大きな月台がある。礼拝殿は前廊（ターラール）、礼拝殿堂、後窰殿の3つの部分から成り、後窰殿には講壇（ミンバル）と礼拝窰龕（ミフラーブ）が設けられている。
中近東などに存在するモスクと違い、西安大清真寺はイスラム風の配置、アラビア文字などによるイスラム風の装飾を除き、その建築の風格はほぼ中国建築式である。モスクのシンボルとして重要なドームはなく、ミナレットも独自の設計である。明・清時代には中央アジアを経由した回族によって、西安大清真寺と共通する形式の「清真寺」が中国西北地域の各地に建てられた。
現在、西安大清真寺は西安の人気な旅行スポットである一方、回族を中心とした中国のムスリムの信仰の場としての役割をも果たしている。